# Складчастість куполоподібна
Складчастість куполоподібна (рос. складчатость куполовидная, англ. dome-like folding, нім. Domfaltung f) – складчастість гірських порід, що характеризується розвитком переривчастих складок у вигляді піднять, які мають у плані округлі або еліптичні обриси часто неправильної форми з кутами падіння пластів на крилах до 30-40°. 
Утворення С.к. пояснюється вертикальним підняттям окремих ділянок земної кори на тлі загального опускання великої території.

## Різновиди складчастості
| - Атектонічна складчастість - Складчастість платформна - Складчастість течії - Складчастість діапірова - Складчастість постумна - Складчастість гравітаційна - Складчастість брилова - Складчастість голоморфна - Складчастість ідіоморфна - Складчастість дисгармонійна - Складчастість нагнітання | - Складчастість куполоподібна - Складчастість успадкована - Складчастість конседиментаційна - Кулісоподібна складчастість - Складчастість паралельна - Складчастість накладена - Складчастість головна - Складчастість поперечна - Складчастість проміжна - Складчастість консеквентна - Складчастість бокового тиску |